# Marian Cozma
Marian Cozma (* 8. September 1982 in Bukarest, Rumänien; † 8. Februar 2009 in Veszprém, Ungarn) war ein rumänischer Handballspieler.

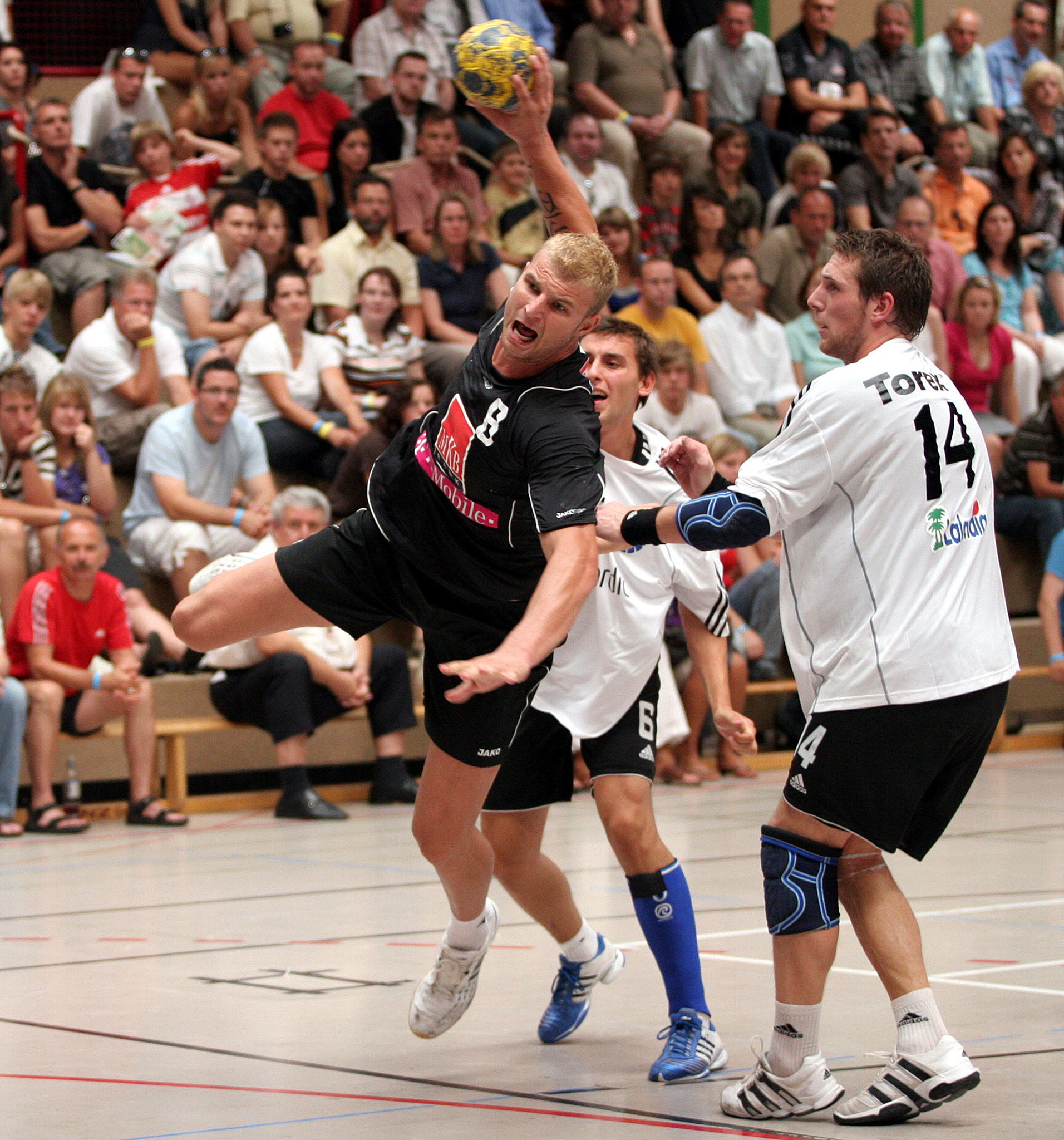
Marian Cozma am Wurfkreis

Cozma, der zuletzt für den ungarischen Club MKB Veszprém (Rückennr. 8) spielte und für die rumänische Nationalmannschaft auflief, war 2,11 m groß und wurde meist als Kreisläufer eingesetzt.
Schon Cozmas Eltern waren rumänische Nationalspieler. 1996 begann Cozma in seiner Heimatstadt bei CS Dinamo Bukarest mit dem Handballspiel. 2000 debütierte er in der ersten Mannschaft des Hauptstadtclubs. Mit Dinamo wurde er rumänischer Meister und Pokalsieger, bevor er 2006 in einem Spiel gegen den ungarischen Serienmeister MKB Veszprém neun Tore warf und daraufhin von den Ungarn verpflichtet wurde. Mit den Männern vom Plattensee gewann er 2007 den ungarischen Pokal. 2008 gewann er mit Veszprém den Europapokal der Pokalsieger und die ungarische Meisterschaft. Cozma hat 60 Länderspiele für die rumänische Nationalmannschaft bestritten und nahm mit Rumänien an der Handball-Weltmeisterschaft 2009 in Kroatien teil.
Im Januar 2008 wurde berichtet, dass Cozma eventuell die ungarische Staatsbürgerschaft annehmen könnte.
Am 8. Februar 2009 wurde Cozma in einer Diskothek in Veszprém Opfer einer gewalttätigen Auseinandersetzung. Er erhielt einen Stich ins Herz und erlag im Krankenhaus seinen Verletzungen. Seine Mannschaftskollegen Žarko Šešum und Ivan Pešić wurden beim Versuch ihm zu helfen schwer verletzt.
Am ersten Jahrestag seines Todes wurde in Veszprém eine Marian-Cozma-Statue enthüllt. Am 23. Juni 2011 wurden die Urteile gegen die Täter gesprochen. Die beiden Hauptbeschuldigten, Sándor R. und Győző N., erhielten eine lebenslange Freiheitsstrafe. Gegen einen Mittäter wurde eine 20-jährige Haftstrafe und gegen vier weitere Komplizen wegen Beihilfe zum Mord Haftstrafen von 8 bis 24 Monate verhängt.